# Oscarverleihung 2015
Übersicht aller ausgezeichneten Filme

◄◄ | ◄ | 2011 | 2012 | 2013 | 2014 | Oscarverleihung 2015 | 2016 | 2017 | 2018 | 2019 | ► | ►►

Weitere Ereignisse

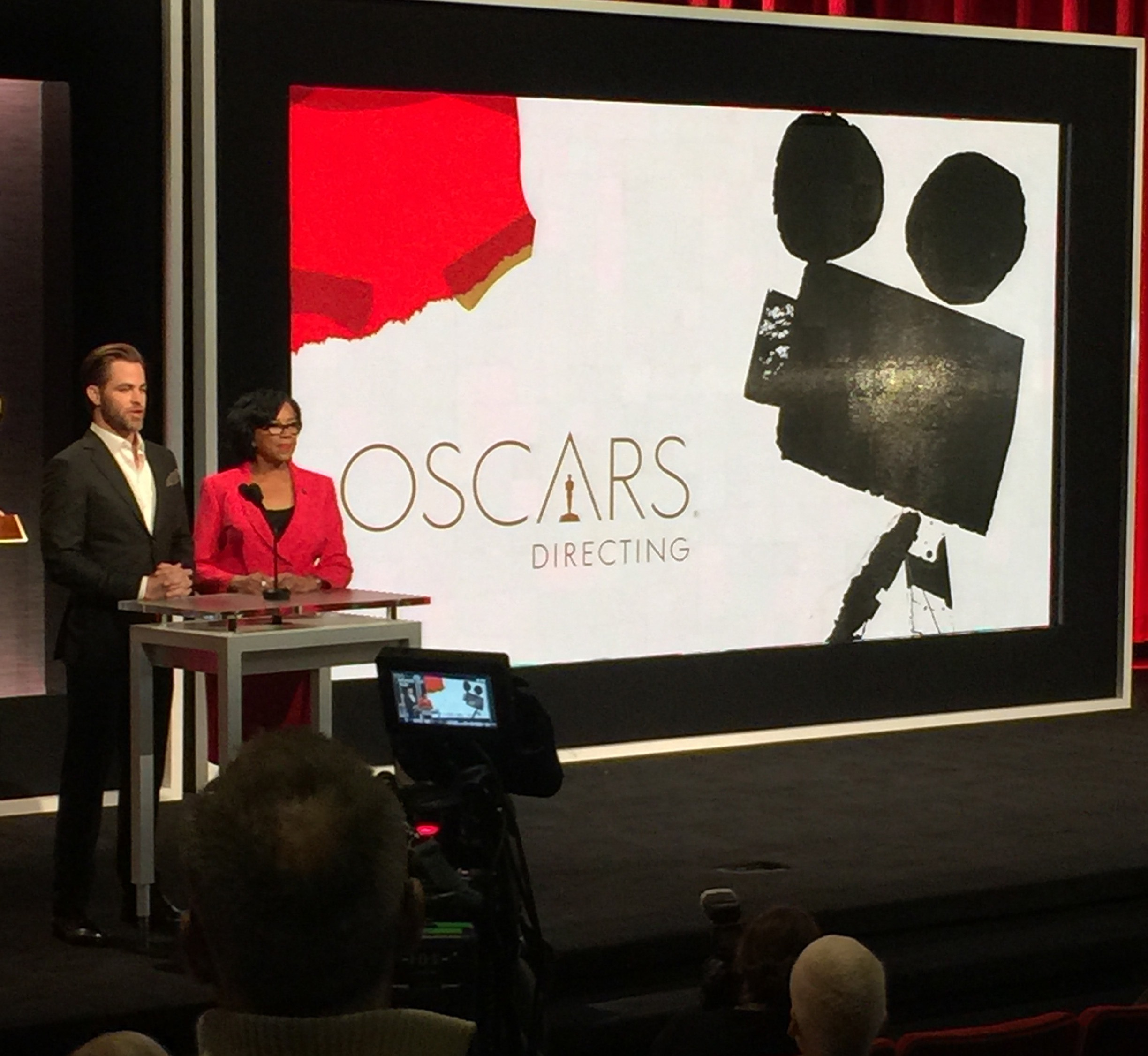
Chris Pine und Cheryl Boone Isaacs, die Präsidentin der Academy

Die 87. Verleihung der Oscars (englisch 87th Academy Awards) fand am 22. Februar 2015 im Dolby Theatre in Los Angeles statt. Damit war sie zusammen mit der Oscarverleihung 2009 die früheste in einem Jahr veranstaltete Oscarverleihung.
Die Produktion der 87. Oscarverleihung übernahmen wie im Vorjahr die US-amerikanischen Film-, Fernseh- und Theaterproduzenten Craig Zadan und Neil Meron. Gastgeber der Preisverleihung war erstmals der Schauspieler Neil Patrick Harris, der zuvor schon viermal die Tony- (2009, 2011–2013) und zweimal die Emmy-Awards (2009, 2013) moderierte.
Die Nominierungen wurden am 15. Januar 2015 von der Präsidentin der Academy, Cheryl Boone Isaacs, den Regisseuren J. J. Abrams und Alfonso Cuarón sowie dem Schauspieler Chris Pine bekanntgegeben. Es war das erste Mal, dass alle Nominierungen der 24 Kategorien während des Events verkündet wurden.
Während der Liveübertragung in Deutschland auf ProSieben gab es eine technische Panne, wodurch den Zuschauern die Verleihung des Oscars für den besten Nebendarsteller entging.
| Film                                                      | N | A |
| --------------------------------------------------------- | - | - |
| Birdman oder (Die unverhoffte Macht der Ahnungslosigkeit) | 9 | 4 |
| Grand Budapest Hotel                                      | 9 | 4 |
| The Imitation Game – Ein streng geheimes Leben            | 8 | 1 |
| American Sniper                                           | 6 | 1 |
| Boyhood                                                   | 6 | 1 |
| Die Entdeckung der Unendlichkeit                          | 5 | 1 |
| Foxcatcher                                                | 5 | 0 |
| Interstellar                                              | 5 | 1 |
| Whiplash                                                  | 5 | 3 |
| Mr. Turner – Meister des Lichts                           | 4 | 0 |
| Into the Woods                                            | 3 | 0 |
| Unbroken                                                  | 3 | 0 |
| Der große Trip – Wild                                     | 2 | 0 |
| Guardians of the Galaxy                                   | 2 | 0 |
| Ida                                                       | 2 | 1 |
| Inherent Vice – Natürliche Mängel                         | 2 | 0 |
| Selma                                                     | 2 | 1 |

## Preisträger und Nominierungen

### Bester Film
präsentiert von Sean Penn
Birdman oder (Die unverhoffte Macht der Ahnungslosigkeit) (Birdman or (The Unexpected Virtue of Ignorance)) – Alejandro González Iñárritu, John Lesher, James W. Skotchdopole
American Sniper – Bradley Cooper, Clint Eastwood, Andrew Lazar, Robert Lorenz, Peter Morgan
Boyhood – Richard Linklater, Cathleen Sutherland
Die Entdeckung der Unendlichkeit (The Theory of Everything) – Tim Bevan, Lisa Bruce, Eric Fellner, Anthony McCarten
Grand Budapest Hotel (The Grand Budapest Hotel) – Wes Anderson, Jeremy Dawson, Steven Rales, Scott Rudin
The Imitation Game – Ein streng geheimes Leben (The Imitation Game) – Nora Grossman, Ido Ostrowsky, Teddy Schwarzman
Selma – Christian Colson, Oprah Winfrey, Dede Gardner, Jeremy Kleiner
Whiplash – Jason Blum, Helen Estabrook, David Lancaster

### Beste Regie
präsentiert von Ben Affleck
Alejandro González Iñárritu – Birdman oder (Die unverhoffte Macht der Ahnungslosigkeit) (Birdman or (The Unexpected Virtue of Ignorance))
Wes Anderson – Grand Budapest Hotel (The Grand Budapest Hotel)
Richard Linklater – Boyhood
Bennett Miller – Foxcatcher
Morten Tyldum – The Imitation Game – Ein streng geheimes Leben (The Imitation Game)

### Bester Hauptdarsteller
präsentiert von Cate Blanchett
Eddie Redmayne – Die Entdeckung der Unendlichkeit (The Theory of Everything)
Steve Carell – Foxcatcher
Bradley Cooper – American Sniper
Benedict Cumberbatch – The Imitation Game – Ein streng geheimes Leben (The Imitation Game)
Michael Keaton – Birdman oder (Die unverhoffte Macht der Ahnungslosigkeit) (Birdman or (The Unexpected Virtue of Ignorance))

### Beste Hauptdarstellerin
präsentiert von Matthew McConaughey
Julianne Moore – Still Alice – Mein Leben ohne Gestern (Still Alice)
Marion Cotillard – Zwei Tage, eine Nacht (Deux jours, une nuit)
Felicity Jones – Die Entdeckung der Unendlichkeit (The Theory of Everything)
Rosamund Pike – Gone Girl – Das perfekte Opfer (Gone Girl)
Reese Witherspoon – Der große Trip – Wild (Wild)

### Bester Nebendarsteller
präsentiert von Lupita Nyong’o
J. K. Simmons – Whiplash
Robert Duvall – Der Richter – Recht oder Ehre (The Judge)
Ethan Hawke – Boyhood
Edward Norton – Birdman oder (Die unverhoffte Macht der Ahnungslosigkeit) (Birdman or (The Unexpected Virtue of Ignorance))
Mark Ruffalo – Foxcatcher

### Beste Nebendarstellerin
präsentiert von Jared Leto
Patricia Arquette – Boyhood
Laura Dern – Der große Trip – Wild (Wild)
Keira Knightley – The Imitation Game – Ein streng geheimes Leben (The Imitation Game)
Emma Stone – Birdman oder (Die unverhoffte Macht der Ahnungslosigkeit) (Birdman or (The Unexpected Virtue of Ignorance))
Meryl Streep – Into the Woods

### Bestes adaptiertes Drehbuch
präsentiert von Oprah Winfrey
Graham Moore – The Imitation Game – Ein streng geheimes Leben (The Imitation Game)
Paul Thomas Anderson – Inherent Vice – Natürliche Mängel (Inherent Vice)
Damien Chazelle – Whiplash
Jason Dean Hall – American Sniper
Anthony McCarten – Die Entdeckung der Unendlichkeit (The Theory of Everything)

### Bestes Originaldrehbuch
präsentiert von Eddie Murphy
Armando Bó junior, Alexander Dinelaris, Jr., Nicolás Giacobone, Alejandro González Iñárritu – Birdman oder (Die unverhoffte Macht der Ahnungslosigkeit) (Birdman or (The Unexpected Virtue of Ignorance))
Wes Anderson, Hugo Guinness – Grand Budapest Hotel (The Grand Budapest Hotel)
E. Max Frye, Dan Futterman – Foxcatcher
Dan Gilroy – Nightcrawler – Jede Nacht hat ihren Preis (Nightcrawler)
Richard Linklater – Boyhood

### Beste Kamera
präsentiert von Jessica Chastain und Idris Elba
Emmanuel Lubezki – Birdman oder (Die unverhoffte Macht der Ahnungslosigkeit) (Birdman or (The Unexpected Virtue of Ignorance))
Roger Deakins – Unbroken
Ryszard Lenczewski, Łukasz Żal – Ida
Dick Pope – Mr. Turner – Meister des Lichts (Mr. Turner)
Robert D. Yeoman – Grand Budapest Hotel (The Grand Budapest Hotel)

### Bestes Szenenbild
präsentiert von Felicity Jones und Chris Pratt
Anna Pinnock, Adam Stockhausen – Grand Budapest Hotel (The Grand Budapest Hotel)
Nathan Crowley, Gary Fettis – Interstellar
Suzie Davies, Charlotte Watts – Mr. Turner – Meister des Lichts (Mr. Turner)
Maria Djurkovic, Tatiana Macdonald – The Imitation Game – Ein streng geheimes Leben (The Imitation Game)
Dennis Gassner, Anna Pinnock – Into the Woods

### Bestes Kostümdesign
präsentiert von Jennifer Lopez und Chris Pine
Milena Canonero – Grand Budapest Hotel (The Grand Budapest Hotel)
Colleen Atwood – Into the Woods
Mark Bridges – Inherent Vice – Natürliche Mängel (Inherent Vice)
Jacqueline Durran – Mr. Turner – Meister des Lichts (Mr. Turner)
Anna B. Sheppard – Maleficent – Die dunkle Fee (Maleficent)

### Beste Filmmusik
präsentiert von Julie Andrews
Alexandre Desplat – Grand Budapest Hotel (The Grand Budapest Hotel)
Alexandre Desplat – The Imitation Game – Ein streng geheimes Leben (The Imitation Game)
Jóhann Jóhannsson – Die Entdeckung der Unendlichkeit (The Theory of Everything)
Gary Yershon – Mr. Turner – Meister des Lichts (Mr. Turner)
Hans Zimmer – Interstellar

### Bester Song
präsentiert von Idina Menzel und John Travolta
„Glory“ aus Selma – Common, John Legend
„Everything Is Awesome“ aus The LEGO Movie – Shawn Patterson
„Grateful“ aus Beyond the Lights – Diane Warren
„I’m Not Gonna Miss You“ aus Glen Campbell: I’ll Be Me – Glen Campbell, Julian Raymond
„Lost Stars“ aus Can a Song Save Your Life? (Begin Again) – Gregg Alexander, Danielle Brisebois

### Bestes Make-up und beste Frisuren
präsentiert von Reese Witherspoon
Mark Coulier, Frances Hannon – Grand Budapest Hotel (The Grand Budapest Hotel)
Bill Corso, Dennis Liddiard – Foxcatcher
David White, Elizabeth Yianni-Georgiou – Guardians of the Galaxy

### Bester Schnitt
präsentiert von Naomi Watts und Benedict Cumberbatch
Tom Cross – Whiplash
Sandra Adair – Boyhood
Joel Cox, Gary D. Roach – American Sniper
William Goldenberg – The Imitation Game – Ein streng geheimes Leben (The Imitation Game)
Barney Pilling – Grand Budapest Hotel (The Grand Budapest Hotel)

### Bester Ton
präsentiert von Sienna Miller und Chris Evans
Thomas Curley, Craig Mann, Ben Wilkins – Whiplash
Gregg Landaker, Gary A. Rizzo,  Mark Weingarten – Interstellar
David Lee, Frank A. Montaño, Jon Taylor – Unbroken
Walt Martin, John T. Reitz, Gregg Rudloff – American Sniper
Frank A. Montaño, Jon Taylor, Thomas Varga – Birdman oder (Die unverhoffte Macht der Ahnungslosigkeit) (Birdman or (The Unexpected Virtue of Ignorance))

### Bester Tonschnitt
präsentiert von Sienna Miller und Chris Evans
Alan Robert Murray, Bub Asman – American Sniper
Brent Burge, Jason Canovas – Der Hobbit: Die Schlacht der Fünf Heere (The Hobbit: The Battle of the Five Armies)
Andrew DeCristofaro, Becky Sullivan – Unbroken
Aaron Glascock, Martín Hernández – Birdman oder (Die unverhoffte Macht der Ahnungslosigkeit) (Birdman or (The Unexpected Virtue of Ignorance))
Richard King – Interstellar

### Beste visuelle Effekte
präsentiert von Chloë Grace Moretz und Ansel Elgort
Scott Fisher, Paul Franklin, Ian Hunter, Andrew Lockley – Interstellar
Nicolas Aithadi, Stéphane Ceretti, Jonathan Fawkner, Paul Corbould – Guardians of the Galaxy
Daniel Barrett, Dan Lemmon, Joe Letteri, Erik Winquist – Planet der Affen: Revolution (Dawn of the Planet of the Apes)
Tim Crosbie, Lou Pecora, Richard Stammers, Cameron Waldbauer – X-Men: Zukunft ist Vergangenheit (X-Men: Days of Future Past)
Dan DeLeeuw, Russell Earl, Bryan Grill, Daniel Sudick – The Return of the First Avenger (Captain America: The Winter Soldier)

### Bester Animationsfilm
präsentiert von Zoë Saldaña und Dwayne Johnson
Baymax – Riesiges Robowabohu (Big Hero 6) – Roy Conli, Don Hall, Chris Williams
Die Boxtrolls (The Boxtrolls) – Graham Annable, Travis Knight, Anthony Stacchi
Drachenzähmen leicht gemacht 2 (How to Train Your Dragon 2) – Bonnie Arnold, Dean DeBlois
Die Legende der Prinzessin Kaguya (Kaguyahime no monogatari) – Yoshiaki Nishimura, Isao Takahata
Die Melodie des Meeres (Song of the Sea) – Tomm Moore, Paul Young

### Bester fremdsprachiger Film
präsentiert von Nicole Kidman und Chiwetel Ejiofor
Ida, Polen – Paweł Pawlikowski
Leviathan (Lewiafan), Russland – Andrei Petrowitsch Swjaginzew
Tangerines (Mandariinid), Estland – Sasa Uruschadse
Timbuktu, Mauretanien – Abderrahmane Sissako
Wild Tales – Jeder dreht mal durch! (Relatos salvajes), Argentinien – Damián Szifron

### Bester animierter Kurzfilm
präsentiert von Anna Kendrick und Kevin Hart
Liebe geht durch den Magen (Feast) – Patrick Osborne, Kristina Reed
The Bigger Picture – Christopher Hees, Daisy Jacobs
The Dam Keeper – Robert Kondo, Dice Tsutsumi
Me and My Moulton – Torill Kove
A Single Life – Joris Oprins

### Bester Kurzfilm
präsentiert von Kerry Washington und Jason Bateman
Der Anruf (The Phone Call) – Mat Kirkby, James Lucas
Aya – Oded Binnun, Mihal Brezis
Ein Bild für die Ewigkeit (La lampe au beurre de yak) – Julien Féret, Hu Wei
Boogaloo und Graham (Boogaloo and Graham) – Ronan Blaney, Michael Lennox
Parvaneh – Stefan Eichenberger, Talkhon Hamzavi

### Bester Dokumentarfilm
präsentiert von Jennifer Aniston und David Oyelowo
Citizenfour – Mathilde Bonnefoy, Laura Poitras, Dirk Wilutzky
Finding Vivian Maier – John Maloof, Charlie Siskel
Last Days in Vietnam – Rory Kennedy, Keven McAlester
Das Salz der Erde (The Salt of the Earth) – David Rosier, Juliano Ribeiro Salgado, Wim Wenders
Virunga – Joanna Natasegara, Orlando von Einsiedel

### Bester Dokumentar-Kurzfilm
präsentiert von Kerry Washington und Jason Bateman
Crisis Hotline: Veterans Press 1 – Ellen Goosenberg Kent, Dana Perry
Joanna – Aneta Kopacz
Our Curse (Nasza klątwa) – Maciej Ślesicki, Tomasz Śliwiński
The Reaper (La Parka) – Gabriel Serra Argüello
White Earth – J. Christian Jensen

## Ehren-Oscars
Die vom Board of Governors der Academy of Motion Picture Arts and Sciences bestimmten Ehrenpreisträger wurden bereits am 8. November 2014 bei den sechsten Governors Awards ausgezeichnet. Die Preisträger bei diesem Galadinner im Ray Dolby Ballroom des Hollywood & Highland Center waren:
Harry Belafonte, US-amerikanischer Schauspieler (Jean Hersholt Humanitarian Award)
Maureen O’Hara, irisch-US-amerikanische Schauspielerin
Jean-Claude Carrière, französischer Drehbuchautor
Hayao Miyazaki, japanischer Regisseur

## Einsendungen für die KategorieBester fremdsprachiger Film
Für die Kategorie Bester fremdsprachiger Film bewarben sich insgesamt 83 Länder, womit ein Rekord an Einsendungen erzielt wurde. Darunter befanden sich mit Mauretanien, Panama, Malta und dem Kosovo vier Länder, die zum ersten Mal mit einem Film beim Oscar vertreten waren; der mauretanische Beitrag wurde schließlich sogar nominiert. Nigeria, das auch zum ersten Mal einen Film ins Rennen um den Oscar entsenden wollte, versäumte jedoch den Anmeldeschluss.
Aus den 83 Einsendungen wurde eine Vorauswahl (Shortlist) von neun Filmen getroffen und am 19. Dezember 2014 veröffentlicht. Daraus wurden vom 9. bis 11. Januar 2015 von insgesamt 40 geladenen Mitgliedern der Academy die fünf Nominierten ausgewählt. Die vier Kandidaten der „Shortlist“, die es nicht zu einer Nominierung brachten, waren der schwedische Beitrag Höhere Gewalt von Ruben Östlund, der niederländische Film Lucia – Engel des Todes? von Paula van der Oest, der venezolanische Vorschlag The Liberator von Alberto Arvelo und der georgische Film Die Maisinsel von Giorgi Owaschwili.
Keiner der drei eingereichten deutschsprachigen Beiträge – Das finstere Tal für Österreich, Die geliebten Schwestern für Deutschland und Der Kreis für die Schweiz – schaffte es in die engere Auswahl.

## In Memoriam
präsentiert von Meryl Streep
Wie jedes Jahr wurde auch bei den Oscars 2015 Künstlern und Verantwortlichen im Bereich Kino, die im letzten Jahr verstorben sind, durch einen kurzen Film gedacht.
In der Reihenfolge, in der sie im Filmbeitrag zu sehen waren, waren das:
| - Mickey Rooney, Schauspieler - Paul Mazursky, Regisseur - Geoffrey Holder, Schauspieler - Nadia Bronson, Marketing-Verantwortliche - James Garner, Schauspieler - Elizabeth Peña, Schauspielerin - Alan Hirschfield, Studio-Verantwortlicher - Edward Herrmann, Schauspieler - Maya Angelou, Drehbuchautorin, Regisseurin, Schauspielerin - Lorenzo Semple, Jr., Drehbuchautor - George L. Little, Kostümbildner - James Rebhorn, Schauspieler - Menahem Golan, Regisseur - James Shigeta, Schauspieler - Anita Ekberg, Schauspielerin - Paul Apted, Tontechniker - HR Giger, Künstler - Sanford E. Reisenbach, Marketing-Verantwortlicher - Malik Bendjelloul, Dokumentarfilmer - Virna Lisi, Schauspielerin - Louis Jourdan, Schauspieler - Gordon Willis, Kameramann - Richard Attenborough, Regisseur, Schauspieler - Oswald Morris, Kameramann - Tom Rolf, Filmeditor | - Leslie Carlson, Drehbuchautor, Schauspieler - Ruby Dee, Schauspielerin - Samuel Goldwyn junior, Produzent - Martha Hyer, Schauspielerin - Andrew V. McLaglen, Regisseur - Jimmy T. Murakami, Regisseur - Robin Williams, Schauspieler - William Greaves, Dokumentarfilmer - Joseph Viskocil, Spezial-Effekte-Verantwortlicher - Rod Taylor, Schauspieler - Stewart Stern, Drehbuchautor - Luise Rainer, Schauspielerin - Dick Smith, Maskenbildner - Lauren Bacall, Schauspielerin - Walt Martin, Tontechniker - Charles Champlin, Filmkritiker - Pennie Dupont, Casting-Verantwortliche - Herb Jeffries, Schauspieler - Misty Upham, Schauspielerin - Eli Wallach, Schauspieler - Gabriel García Márquez, Schriftsteller - Frank Yablans, Produzent - Alain Resnais, Regisseur - Bob Hoskins, Schauspieler - Mike Nichols, Regisseur |